# 九曲堂
九曲堂，是臺灣高雄市大樹區的一個傳統地域名稱，位於該區東南端。相較於今日行政區，其範圍大致包括九曲里西南端、久堂里東大半部、水寮里東北部凸出部分、竹寮里、井腳里東北端、小坪里東南端，以及因高屏溪河道變遷而劃出縣界的屏東縣屏東市潭墘里西南端、鵬程里西半部、前進里西北端。

## 歷史
台灣日治初期，九曲堂地區為一街庄，稱為「九曲堂庄」，隸屬於小竹上里。昔日該庄西北與小坪頂庄為鄰，北與大樹腳庄為鄰，東隔淡水溪（今高屏溪）與頭前溪庄為界，南邊為磚仔磘庄，西邊為無水藔庄。
1901年（日治明治三十四年）11月，全台設置二十廳，該庄隸屬於鳳山廳。1903年（明治三十六年）6月，該庄編入「小坪頂區」，隸屬於鳳山廳。1909年（明治四十二年）10月，合併二十廳為十二廳，該庄改編入「九曲堂區」（小坪頂區改名為九曲堂區），並改隸屬於臺南廳。1920年（大正九年）10月，廢十二廳改設五州二廳，該庄改制為「九曲堂」大字，隸屬於高雄州鳳山郡大樹庄。
戰後大樹庄改制為大樹鄉，隸屬於高雄縣，大字亦改制為村。1950年10月，高、屏分治，大樹鄉仍隸屬於高雄縣。2010年12月25日，因高雄縣市合併，大樹鄉改制高雄市大樹區，村亦改制為里。

## 聚落
本地區發展較早的聚落有九曲堂、湖底、竹仔藔、公館等，在日治期初期的官方地圖上已有記載。

## 交通
台鐵屏東線是高雄至枋寮間的鐵路幹線，經過本地區，並在本地區中部偏西南處設有九曲堂車站。該站屬三等站，停靠部分自強號、莒光號及全部區間車；由此可前往台鐵沿線各站。
省道台1線又稱「縱貫公路」，是臺北至楓港的傳統平面幹道，經過本地區南部邊界外不遠處。由該道路（大方向）北行可前往大寮區北端、鳳山區、三民區、左營區等地，南行可前往屏東縣屏東市、麟洛鄉、內埔鄉、竹田鄉等地。
省道台29線是達卡努瓦至林園的幹道，也是高屏溪-楠梓仙溪流域的主要連絡道路，經過本地區公館、竹子寮、九曲堂等聚落。由該道路北行可前往大樹區大樹市區、旗山區、杉林區、甲仙區、那瑪夏區，並止於達卡努瓦部落內十字路口；南行可前往大寮區、林園區，並止於省道台17線路口（雙園大橋橋下）。
區道高59線是大樹至九曲堂的道路。

## 學校
- 大樹國中
- 九曲國小

## 文化資產
- 三和瓦窯（歷史建築）
- 九曲堂泰芳商會鳳梨罐詰工場（歷史建築）